# 星渉
星 渉（ほし わたる、1983年5月13日 - ）は、日本の著作家、講演家、起業家を支援する株式会社Rising Star代表取締役。ビジネスコンサルティング業、出版プロデュース業も行う。

## 経歴・人物
大学卒業後、大手の損害保険会社に入社。岩手県盛岡市で東日本大震災に被災。生死を問われる被災経験から「もう自分の人生の時間はすべて好きなことに費やす」と決意し、2011年に起業、心理療法や神経言語プログラミング（NLP）、認知心理学、脳科学を独学し始める。自らの学びを基礎とし、個人起業家を対象とした、「心を科学的に鍛える」というキャッチフレーズの独特なビジネスコンサルティングを開始。
以後、「好きな時に、好きな場所で、好きなシゴトをする個人を創る」をキーコンセプトに活動し、2020年3月現在までに講演会、勉強会には1万人以上が参加し、門下生が600人以上存在。日本以外でもニューヨーク、シドニー、メルボルン、パリなどでも講演会を行った。
結婚を機に北海道札幌市に移住し、居宅と東京都にある自身の会社を行き来している。趣味は1ヶ月1旅をノルマとする毎月の旅行である。

## 著作リスト

### 単行本
- 『鈴木さんの成功。』（マネジメント社、2017年12月）ISBN 978-4837804758
- 『神メンタル 「心が強い人」の人生は思い通り』（KADOKAWA、2019年7月6日）ISBN 978-4046023759
- 『神トーーク 「伝え方しだい」で人生は思い通り』（KADOKAWA、2019年7月19日）ISBN 978-4046043979
- 『神メンタル 人生は心の強さが9割』（プレジデント社、2020年1月）ISBN 978-4833479363
- 『99.9%は幸せの素人』（KADOKAWA、前野隆司との共著、2020年11月）ISBN 978-4046050076
- 『科学的にイライラ怒りを手放す 神子育て』(朝日新聞出版、2021年4月) ISBN 978-4023319349

### 雑誌掲載
- 特集「運の拓き方。」監修[9] - 『an・an』（2018年12月12日号）
- 「スペシャル対談 「イライラ子育て」を「幸せ子育て」に変えるために知っておきたいこと」（前野隆司との対談） - 『AERA with Kids』[10]（2019年 冬号）
- 「星渉さんのあなたが変われば子どもも変わる!」 - 同上
- 「親のトーク術」 - 『AERA with Kids』（2020年 春号）
- 「星 渉さんに聞く「神子育て」の極意」 - 『AERA』2021年4月1日号

### ラジオ出演
- 戸田恵子 オトナクオリティ[11]（2019年4月15日放送）
- J-WAVE TOKYO MORNING RADIO[12]（2019年5月16日放送）

### 監修
- ARINA株式会社[13]の教育系サイト監修者も務めている[14]。